# Escudo de Pernambuco
El escudo de Pernambuco fue oficializado por el gobernador Alexandre Barbosa Lima, a través de la ley estatal nº75 de 1895.

## Significado
- León – la bravura del pueblo pernambucano
- Ramos de algodón y caña de azúcar - la riqueza
- Sol - luz parpadeante del ecuador
- Estrellas – municipios

Todavía en el escudo están el mar y el faro de Recife.
En el fondo, aparecen las fechas históricas más importantes del estado: 1710 (Guerra de los Mascates), 1817 (Revolución Pernambucana), 1824 (Confederación del Ecuador) y 1889 (Proclamación de la República).

## Escudos anteriores

Antiguo escudo de Pernambuco, en el período colonial.

### Colonia
En escudo portugués redondo de plata, una doncella con una caña de azúcar en la mano derecha, mirando su imagen reflejada en un espejo seguro por su mano izquierda, simbolizando la verdad.
- Datos: Q4354749